# Hyères III
Hyères III est une jument Pur-sang de course d'obstacles née en 1958 à Luneau (Allier) dans l'élevage de Paul Boulard et décédée en 1984. Avec son jockey Jean Daumas, elle a remporté de nombreuses victoires parmi lesquelles le Grand Steeple-Chase de Paris qu'elle a d'ailleurs gagné trois années consécutives, record qu'elle partage avec Katko et Mid Dancer

## Biographie
Fille de Halletta et Tosco, Hyères III est née en 1958. Achetée par Max Gadala à un entraîneur suisse à l'âge de 3 ans, la jument est confiée à l'entrainement à Léon Gaumondy. Après des débuts en galop médiocre, elle est remarquée par le jockey Jean Daumas à qui on confie la jument pour quelques courses. Quelques mois de dressage suffisent pour mettre la jument à l'obstacle et remporter sa première victoire à Auteuil. En 1964, elle remporte le Grand Steeple-Chase de Paris, exploit qu'elle reconduira en 1965 et 1966. Au cours de sa carrière, Hyères III remporte 11 courses et bât tous les records de gains avec 1 547 495 francs. Elle termine sa carrière en tant que poulinière au haras du Bouquetot d'Alec Weisweiller.

## Palmarès
Principales victoires :
- 1962 : Prix Dandolo
- 1962 : Prix Brissac
- 1962 : Prix Robin des Bois
- 1963 : Prix The Coyote
- 1964 : Grand Steeple-Chase de Paris
- 1965 : Prix Héros XII
- 1965 : Grand Steeple-Chase de Paris
- 1966 : Prix Ingré
- 1966 : Grand Steeple-Chase de Paris